# Monanthotaxis oligandra
Monanthotaxis oligandra är en kirimojaväxtart som beskrevs av Arthur Wallis Exell. Monanthotaxis oligandra ingår i släktet Monanthotaxis och familjen kirimojaväxter. Inga underarter finns listade i Catalogue of Life.